# Juan Díaz (Coclé)
Juan Díaz es un corregimiento del distrito de Antón en la provincia de Coclé, República de Panamá. La localidad tiene 2.634 habitantes (2010).